# Världsmästerskapen i bågskytte 1931
Världsmästerskapen i bågskytte 1931 arrangerades i Lwów i Polen i augusti 1931.

## Medaljsummering

### Recurve
| Event                      | Guld                                                    | Silver                                            | Brons                                                 |
| Mixed, individuell tävling | Michal Sawicki (POL)                                    | Janina Kurkowska (POL)                            | Rene Allexandre (FRA)                                 |
| Mixed, lag                 | Frankrike Rene Allexandre Gaston Quentin Gaston Ducatel | Polen Michal Sawicki Jan Choina Zbigniew Kosinski | Polen Janina Kurkowska Marja Krolowna Irena Stefanska |

### Medaljtabell
| Pl. | Nation    | Guld | Silver | Brons | Totalt |
| --- | --------- | ---- | ------ | ----- | ------ |
| 1   | Polen     | 1    | 2      | 1     | 4      |
| 2   | Frankrike | 1    | -      | 1     | 2      |